# Thaumantis suttanus
Thaumantis suttanus är en fjärilsart som beskrevs av Hans Ferdinand Emil Julius Stichel. Thaumantis suttanus ingår i släktet Thaumantis och familjen praktfjärilar. Inga underarter finns listade i Catalogue of Life.